# Meigenia tridentata
Meigenia tridentata är en tvåvingeart som beskrevs av Louis-Paul Mesnil 1961. Meigenia tridentata ingår i släktet Meigenia och familjen parasitflugor. Inga underarter finns listade i Catalogue of Life.